# Jodhpur

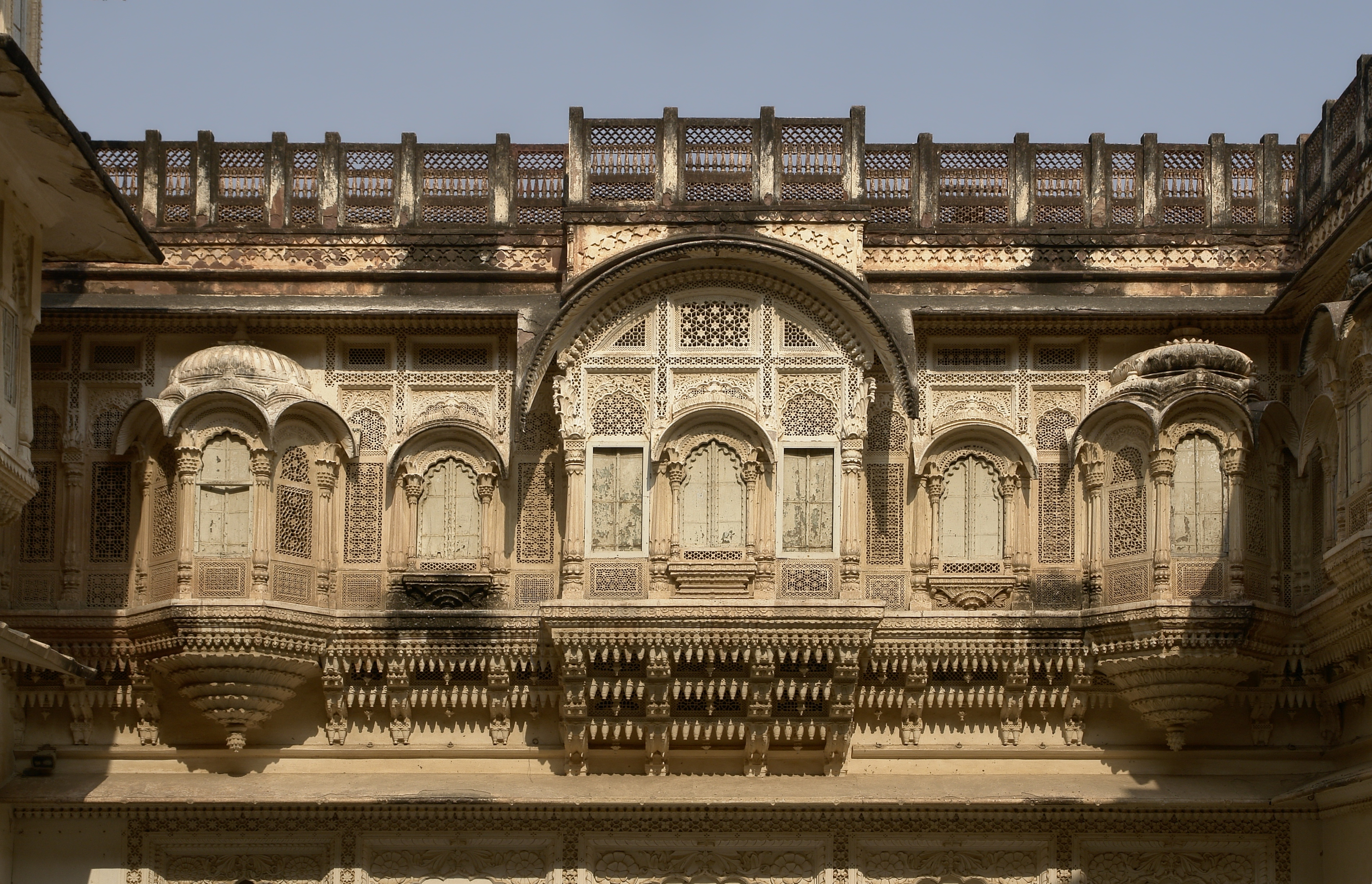
Fort Mehrangarh.

Jodhpur este un oraș în India.